# Premio Amanda 2001
La XVII edizione del premio cinematografico norvegese premio Amanda (Amanda Awards in inglese) si tenne nel 2001.

## Vincitori
- Miglior film - Heftig og begeistret
- Miglior attore - Svein Scharffenberg per Når nettene blir lange
- Miglior attrice - Hildegun Riise per Detektor
- Miglior documentario - Heftig og begeistret
- Miglior cortometraggio - Første akt
- Miglior serie TV - Fire høytider
- Miglior film straniero - Billy Elliot
- Miglior realizzazione artistica - Arild Østin Ommundsen per Mongoland
- Miglior debutto - Pål Jackman per Detektor
- Premio onorario - Kari Simonsen